# L'Île de la Désolation
L'Île de la Désolation (titre original : Desolation Island) est un roman historique de Patrick O'Brian paru en 1978, dont l'histoire se déroule durant les guerres napoléoniennes.

## Résumé
Après avoir été anobli pour avoir réussi à reprendre La Réunion et l'île Maurice aux Français, Aubrey est chargé de gérer une rébellion d'officiers en Nouvelle-Galles du Sud, provoquée par leur nouveau commandant, le capitaine William Bligh, ancien commandant du HMS Bounty. Nommé commandant d'un vieux vaisseau de quatrième rang, le HMS Leopard, Aubrey est également chargé de transborder des futurs forçats vers sa destination. Lui et Maturin vont devoir affronter un vaisseau de 74 canons des Hollandais, et cela dans les eaux des 40es rugissants. Cela les entraînera sur l'île de la Désolation...

## Éditions deL'Île de la Désolation

### Éditions anglophones
Éditions originelles seulement.
- (en) Patrick O'Brian, Desolation Island, Londres, Collins, 1978 (ISBN 0-00-222145-4)
- (en) Patrick O'Brian, Desolation Island, New York, Stein and Day, 1979 (ISBN 0-8128-2590-X)

### Éditions françaises
- Patrick O'Brian (trad. Florence Herbulot), L'Île de la Désolation, Paris, Presses de la Cité, 1997 (ISBN 2-258-04820-6)
- Patrick O'Brian (trad. Florence Herbulot), L'Île de la Désolation. Fortune de guerre, Paris, France loisirs, 1998 (ISBN 2-7441-2078-2)
- Patrick O'Brian (trad. Florence Herbulot), L'Île de la Désolation, Paris, Pocket (no 11011), 2000 (ISBN 2-266-10302-4)
- Patrick O'Brian (trad. Florence Herbulot, préf. Dominique Le Brun), Les aventures de Jack Aubrey, vol. 2 : L'Île de la désolation. Fortune de guerre. La citadelle de la Baltique. Mission en mer Ionienne, Paris, Omnibus, 2002 (réimpr. 2006, 2016) (ISBN 2-258-05854-6 et 978-2-258-09333-1)